# At Berkeley
At Berkeley es una película documental estadounidense de 2013 dirigida por Frederick Wiseman. Presentada fuera de competición en el Festival de Cine de Venecia de 2013, está dedicada a la Universidad de Berkeley en California.

## Sinopsis
At Berkeley fue el resultado de la inmersión de meses de duración de Frederick Wiseman en UC Berkeley. Esta prestigiosa institución tiene la particularidad de ser pública, lo que la distingue de establecimientos privados como Harvard y hace más restrictiva su operación.
La película nos muestra diferentes aspectos de la vida universitaria, caracterizada por una constante preocupación de la dirección y los docentes por brindar a los estudiantes una educación de calidad y abierta al mundo. A este requisito pedagógico se suma una responsabilidad pública frente al estado estadounidense y restricciones presupuestarias más restrictivas que en otras instituciones de educación superior estadounidenses.
Además de extractos de cursos universitarios, también se reserva parte de la película para el análisis de los problemas a los que se enfrenta la Universidad de Berkeley (voluntad de mantener un gran número de becas para estudiantes de un entorno desfavorecido, estudio de la compensación a considerar en para retener a profesores de prestigio que, sin embargo, están peor pagados que en el sector privado).